# 张广兴
张广兴（1936年3月—2022年10月20日），男，汉族，山东曹县人，中华人民共和国医生、政治人物，河南省医学科学院原院长、主任医师，河南省政协原副主席，中国农工民主党中央委员会原常务委员，第八、九、十届全国人大代表。